# Casa al carrer del Roser, 4 (Berga)
La Casa al carrer del Roser, 4 és una obra modernista de Berga inclosa a l'Inventari del Patrimoni Arquitectònic de Catalunya.

## Descripció
Habitatge que ocupa tota una illa de cases, estructurat en semisoterrani, planta baixa i tres pisos superiors coberts amb teula àrab. Les façanes són arrebossades, destacant sobretot el gran nombre d'obertures de la façana del carrer Roser. A la planta baixa trobem dues portes i dues finestres, tots arcs escarsers amb llindes i muntants de pedra vista. Al primer pis hi ha dos balcons flanquejant una tribuna tota feta de vidre que aprofita el pis superior per ubicar-hi un balcó. El tercer pis té tot d'obertures, algunes d'elles cegades en algun moment, que són arcs deprimits convexos amb baranes de pedra i enmig de cada obertura, baixos relleus amb flors.

## Història
A principis dels vuitanta del segle xx va anar perdent progressivament el sentit representatiu originari en favor de l'actual, de serveis, preponderant. El pis principal ha passat a funcionar com a oficina.